# 1631
1631 (MDCXXXI) je bilo navadno leto, ki se je po gregorijanskem koledarju začelo na sredo, po 10 dni počasnejšem julijanskem koledarju pa na soboto.

## Rojstva
- 14. december - Anne Conway, vikontesa, angleška filozofinja († 1679)
- 24. december - Gabrielle Suchon, francoska katoliška filozofinja in feministka († 1703)

Neznan datum
- Selim I. Geraj, kan Krimskega kanata († 1704)

## Smrti
- 31. marec - John Donne, angleški pesnik (* 1572)
- 19. julij - Cesare Cremonini, italijanski filozof, Galilejev rival (* 1550)